# Expedit

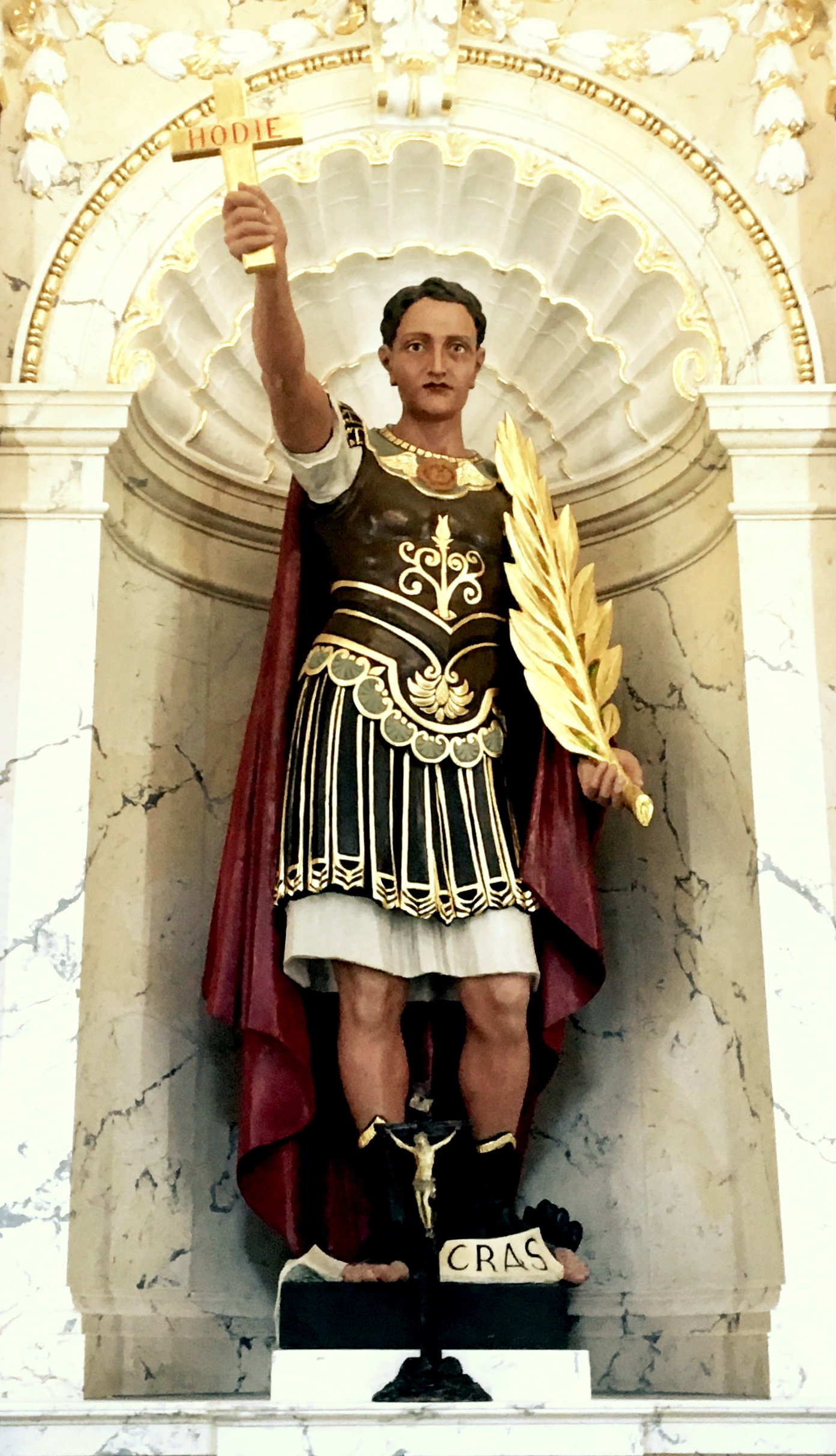
Expeditus-Statue in Warschau

Expedit, eigentlich Expedítus (lateinisch: „der Befreite, der Kampfbereite“) († 303 in Melitene) war gemäß der Legende ein aus Armenien stammender römischer Centurio, der sich zum Christentum bekannte.

## Legende und Historizität
Die Legende erzählt, dass am Tag, als er sich entschloss, Christ zu werden, der Teufel ihm in Gestalt einer Krähe mitteilte, er solle am nächsten Tag (lateinisch cras, cras ‚morgen, morgen‘) bekehrt werden, woraufhin Expeditus den Vogel mit einem Fuß zertrat und ausrief: „Ich werde heute Christ sein! Heute!“ Während der Diokletianischen Verfolgung soll er in Melitene, dem heutigen Malatya, den Märtyrertod erlitten haben.
Dargestellt wird er als römischer Legionär, der mit der Rechten ein Kreuz oder ein Banner mit der Aufschrift Hodie (lateinisch für „Heute“) hochhält und in der Linken eine Märtyrerpalme trägt.
Von Religionshistorikern wird bezweifelt, dass Expedit tatsächlich existiert hat. Zwar wird ein Expeditus – ohne nähere Angaben als der, dass er aus Armenien stammte und an einem 19. April das Martyrium erlitt – bereits im frühmittelalterlichen Martyrologium Hieronymianum neben Hermogenes, Caius, Aristonicus, Rufus und Galatas als Märtyrer erwähnt. Seine Verehrung breitete sich jedoch erst ab dem Ende des 18. Jahrhunderts über Frankreich und Portugal nach Brasilien, Chile und Réunion aus.
Nach einigen Legenden, die unter anderem in Réunion erzählt werden, stammt der Name des Heiligen St. Expedit aus einem Missverständnis: Es wurde im 18. Jahrhundert ein Paket mit einer Heiligenstatue in ein Nonnenkloster geschickt, das Paket war jedoch auf dem Transport beschädigt worden. Als Aufschrift war nur noch „Expedit“ (französisch expéditeur für „Absender“) zu lesen. Die gebildeten Nonnen verehrten fortan die Statue dieses Heiligen als den im Martyrologium Hieronymianum genannten St. Expedit.

## Verehrung des Heiligen in der römisch-katholischen Kirche

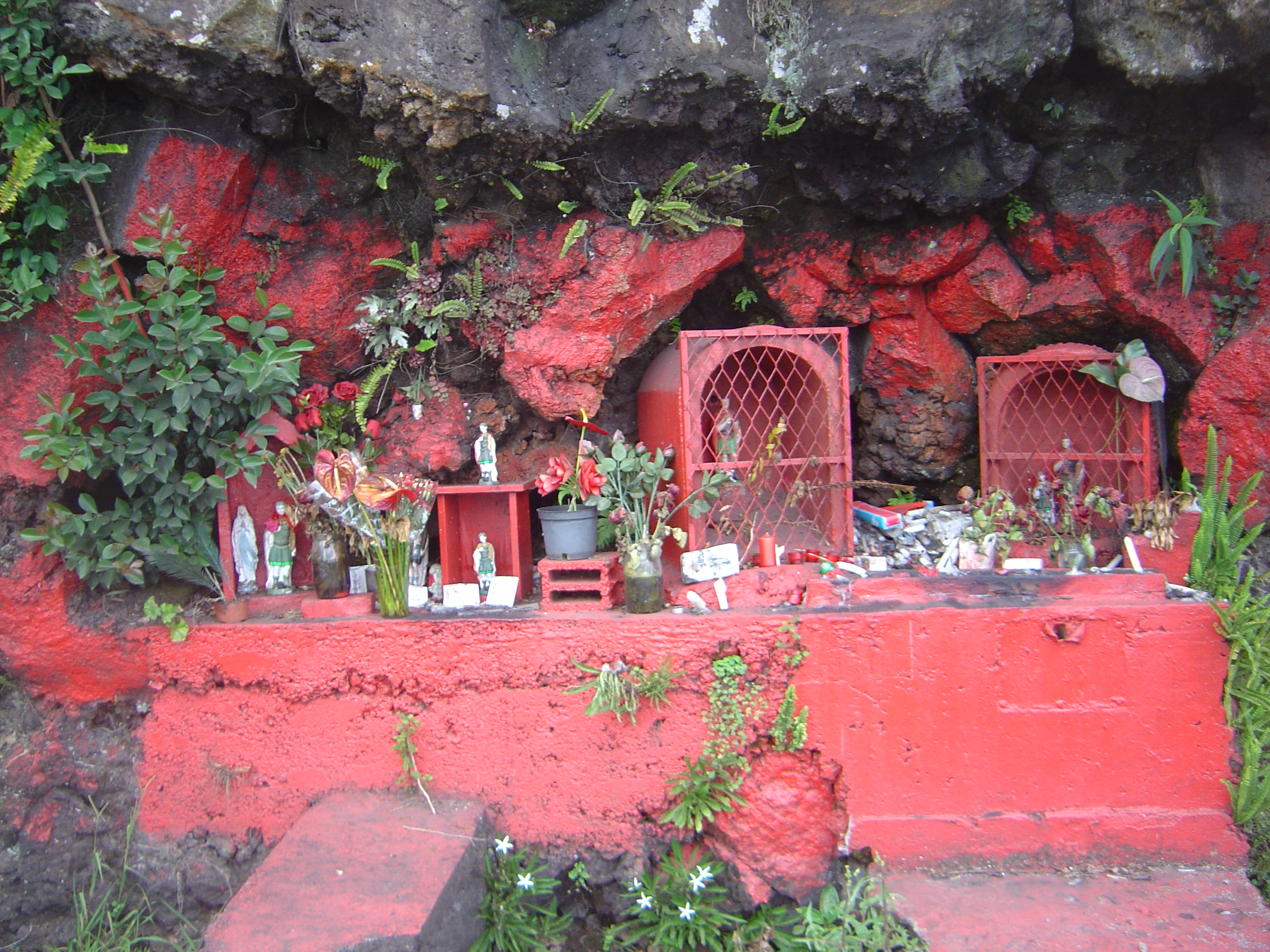
Großer Straßenaltar, Réunion

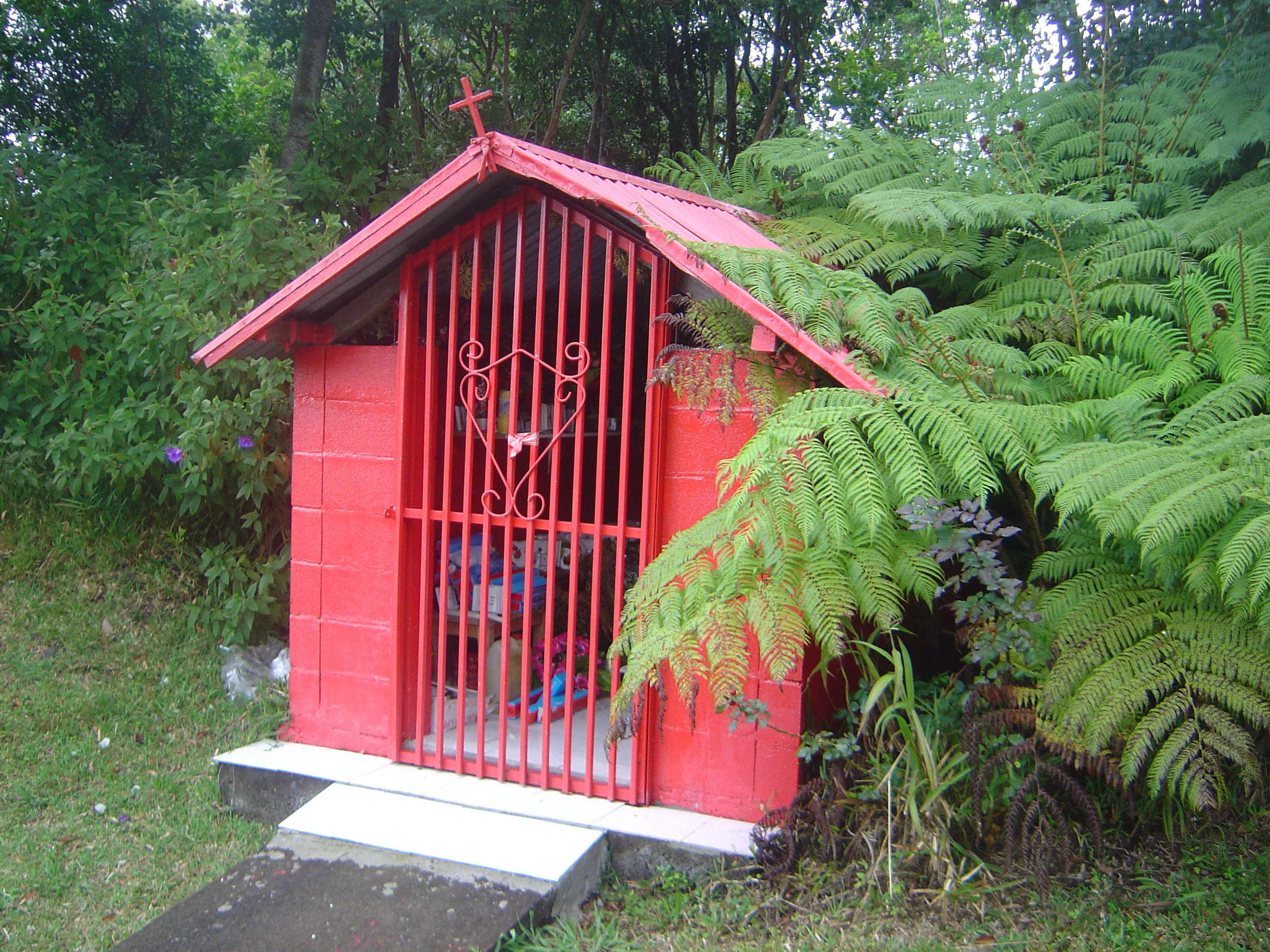
Hüttenaltar an einer Straße, Réunion

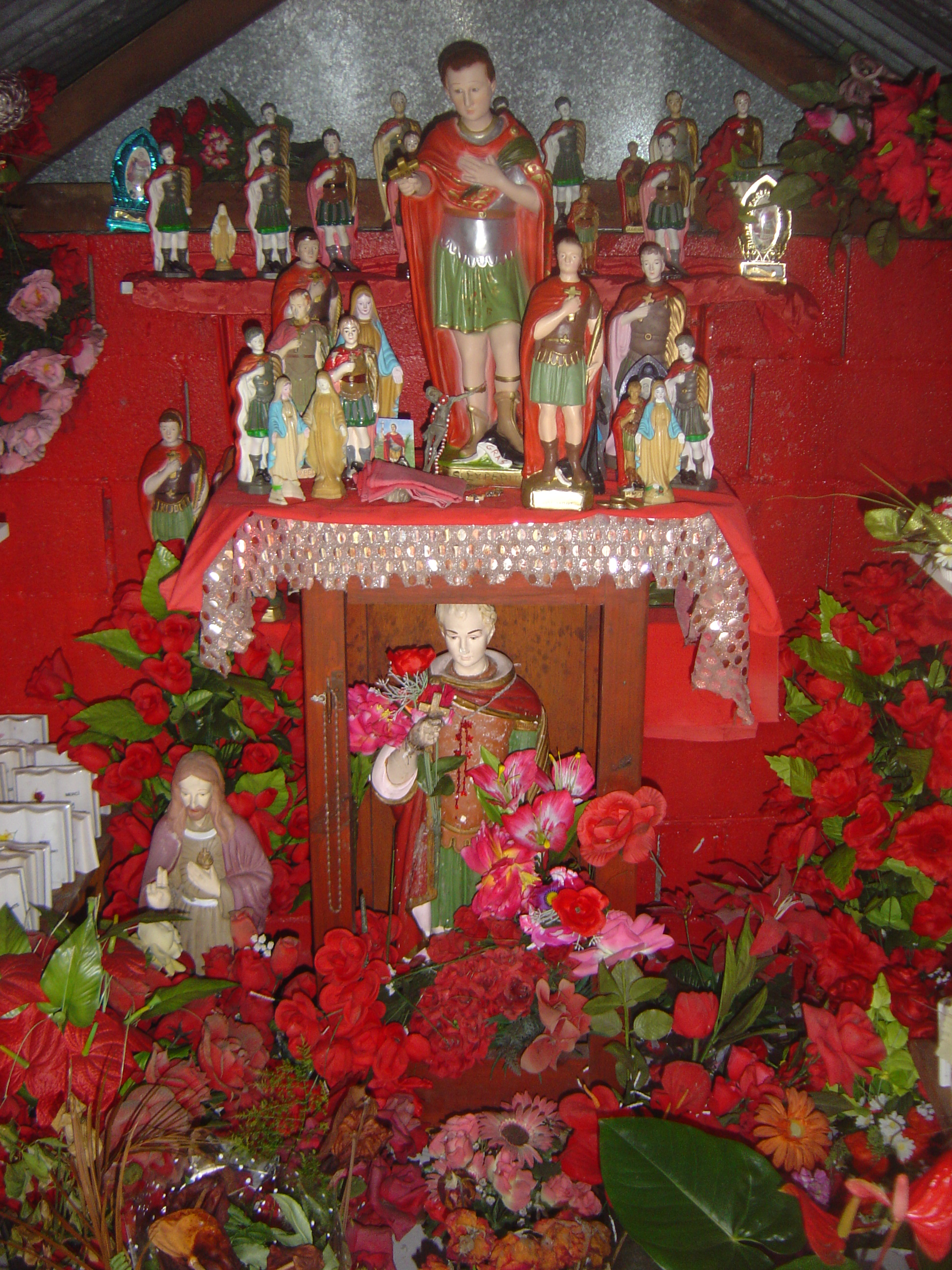
Figuren in der Hütte

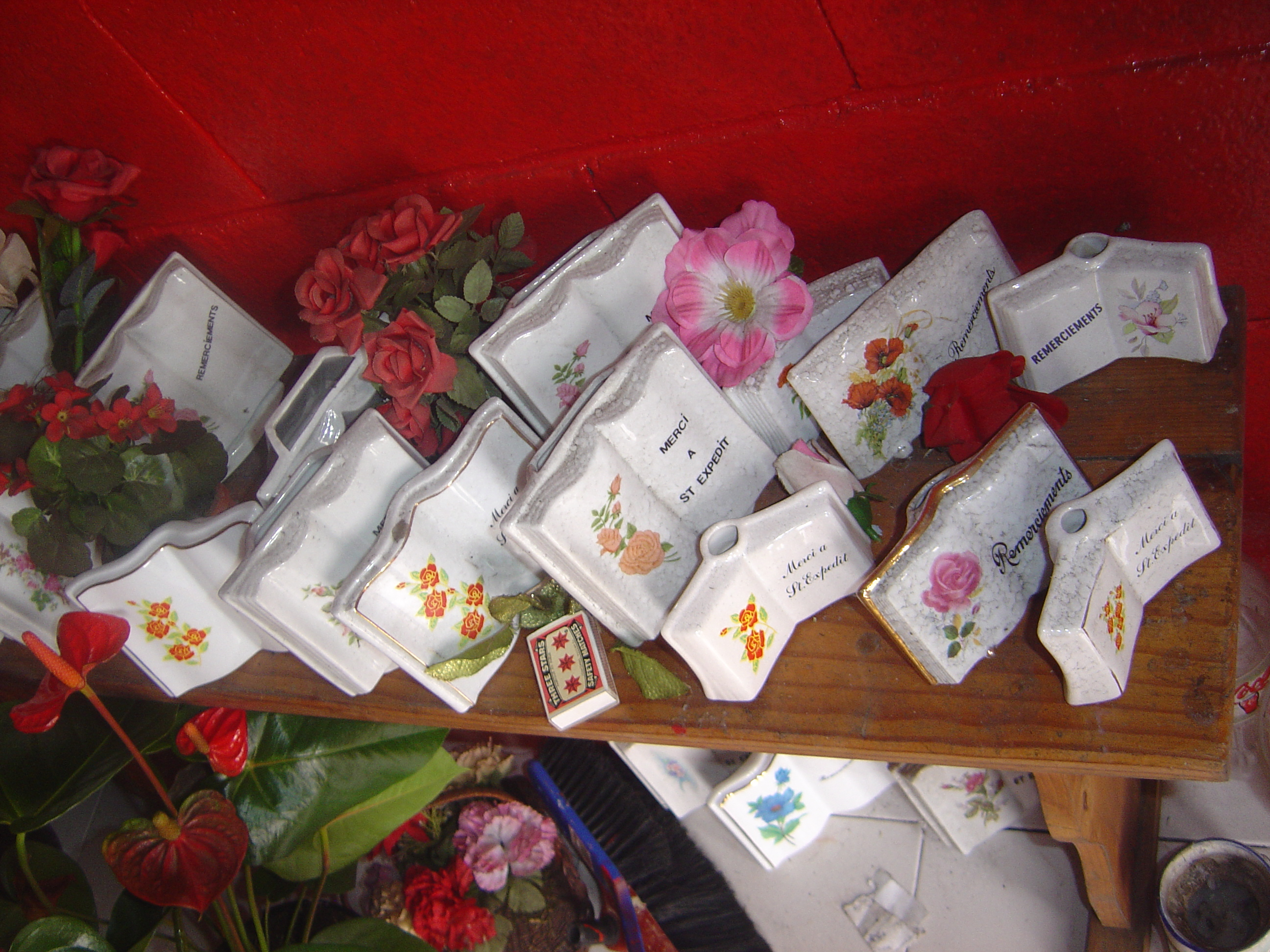
Votivgaben

Der Gedenktag des Heiligen ist der 19. April. Expedit wird hauptsächlich in Chile und auf der Insel Réunion verehrt.

### Verehrung auf der Insel Réunion
Expedit wird besonders auf der französischen Insel Réunion im Indischen Ozean verehrt. Am Straßenrand stehen hellrote Altäre zu seinen Ehren, wo Gläubige zum Dank für erfüllte Bitten Votivgaben hinterlegen. Die Altäre variieren in der Größe und enthalten eine oder auch mehrere den Heiligen darstellende Legionärsstatuen.
In der Verehrung des Expedit finden sich inoffizielle katholische Merkmale neben Elementen aus Madagaskar und Indien wieder. Vor allem Menschen aus niederen Schichten bitten ihn um eine göttliche Gnade, wie zum Beispiel eine Arbeitsstelle. Da die Verehrung des heiligen Expedit sozial geächtet ist und seine weit verbreiteten und offensichtlich gut gepflegten Altäre im Allgemeinen nicht öffentlich besucht werden, ist die Anzahl seiner Verehrer unbekannt.

### Verehrung in Chile
Eine Verehrerin des Heiligen Expedit bat chilenische Priester um Hilfe beim Bau einer Kirche für den Heiligen. Es heißt, das Anliegen wäre von den örtlichen Behörden erst abgelehnt, nach Gebeten an Expedit innerhalb von neun Tagen dann doch genehmigt worden. Seitdem ist die Verehrung des heiligen Expedit in Chile sprunghaft angewachsen; Arm und Reich beten zu ihm, und sein Heiligtum in Viña del Mar ist, vor allem in den Sommermonaten, ein beliebter Pilgerort.